# Formule di Viète
In matematica, più specificamente in algebra, le formule di Viète, denominate così da François Viète (1540-1603), sono formule che mettono in relazione le radici di un polinomio con i suoi coefficienti.
Queste formule sono conosciute anche con il nome di formule di Viète-Girard poiché un importante contributo viene anche dal lavoro del matematico Albert Girard (1590-1633).

## Le formule
Se
{\displaystyle P(X)=a_{n}X^{n}+a_{n-1}X^{n-1}+\cdots +a_{1}X+a_{0}}
è un polinomio di grado {\displaystyle n\geq 1} con coefficienti complessi (cioè i numeri {\displaystyle a_{0},a_{1},\ldots ,a_{n-1},a_{n}} sono complessi con {\displaystyle a_{n}\neq 0}), per il teorema fondamentale dell'algebra {\displaystyle P(X)} ha {\displaystyle n} radici complesse (non necessariamente distinte) {\displaystyle x_{1},x_{2},\ldots ,x_{n}.}
Le formule di Viète affermano che
{\displaystyle x_{1}+x_{2}+\cdots +x_{n}=-{\frac {a_{n-1}}{a_{n}}}}
{\displaystyle (x_{1}x_{2}+x_{1}x_{3}+\cdots +x_{1}x_{n})+(x_{2}x_{3}+x_{2}x_{4}+\cdots +x_{2}x_{n})+\cdots +x_{n-1}x_{n}={\frac {a_{n-2}}{a_{n}}}}
{\displaystyle \qquad \vdots }
{\displaystyle x_{1}x_{2}\cdots x_{n}=(-1)^{n}{\frac {a_{0}}{a_{n}}}.}
Queste formule possono essere messe sotto un'unica forma
{\displaystyle \sum _{1\leq i_{1}<i_{2}<\cdots <i_{k}\leq n}x_{i_{1}}x_{i_{2}}\cdots x_{i_{k}}=(-1)^{k}{\frac {a_{n-k}}{a_{n}}}}
per ogni {\displaystyle k=1,2,\ldots ,n}. In altre parole, la somma di tutti i possibili prodotti di {\displaystyle k} radici di {\displaystyle P(X)} (con gli indici, di ogni prodotto, in ordine crescente così da evitare ripetizioni di monomi) equivale a {\displaystyle (-1)^{k}{\frac {a_{n-k}}{a_{n}}}.}
Questa formula di Viète vale, in forma più generale, per i polinomi con coefficienti in un qualsiasi dominio d'integrità considerando le radici nella chiusura algebrica dell'anello.

## Esempio
Per un polinomio di secondo grado {\displaystyle P(X)=aX^{2}+bX+c}, la formula di Viète afferma che le soluzioni {\displaystyle x_{1}} e {\displaystyle x_{2}} dell'equazione {\displaystyle P(X)=0} soddisfano
{\displaystyle x_{1}+x_{2}=-{\frac {b}{a}},\qquad x_{1}x_{2}={\frac {c}{a}}.}
La prima di queste equazioni può essere usata per trovare il minimo (o il massimo) di {\displaystyle P.} Fai riferimento a polinomio di secondo ordine.

## Dimostrazione
La formula di Viète può essere dimostrata rielaborando l'uguaglianza
{\displaystyle a_{n}X^{n}+a_{n-1}X^{n-1}+\cdots +a_{1}X+a_{0}=a_{n}(X-x_{1})(X-x_{2})\cdots (X-x_{n});}
questa è vera poiché {\displaystyle x_{1},x_{2},\ldots ,x_{n}} sono tutte e sole le radici del polinomio in esame. Si tratta poi di sviluppare il prodotto al secondo membro dell'equazione e di identificare i coefficienti di ogni potenza della variabile {\displaystyle X.}

## Applicazioni

### Teorema binomiale
Queste formule possono essere usate per dimostrare il teorema binomiale. Il polinomio {\displaystyle (x+y)^{n}} avrà infatti {\displaystyle N} radici coincidenti (in particolare uguali a {\displaystyle -y}). Poiché evidentemente il coefficiente di grado {\displaystyle n} è {\displaystyle 1}, dalle formule di Viète si avrà che:
{\displaystyle (-y)+(-y)+\cdots +(-y)=-a_{n-1}}
{\displaystyle (y^{2}+y^{2}+\cdots +y^{2})+(y^{2}+y^{2}+\cdots +y^{2})+\cdots +y^{2}=a_{n-2}}
{\displaystyle \qquad \vdots }
{\displaystyle y^{n}=a_{0}.}
Il numero dei termini con {\displaystyle y^{a}} da sommare in un membro è uguale a tutti i gruppi di {\displaystyle a} termini su {\displaystyle n} che si possono formare. Tale numero corrisponde a:
{\displaystyle {n \choose a}}
così le formule precedenti si possono riformulare nel seguente modo:
{\displaystyle {\begin{aligned}-{n \choose 1}y^{1}&=-a_{n-1}\\{n \choose 2}y^{2}&=a_{n-2}\\-{n \choose 3}y^{3}&=-a_{n-3}\\\vdots \\{n \choose n}y^{n}&=a_{0}.\end{aligned}}}
Quindi, moltiplicando eventualmente per {\displaystyle -1} entrambi i termini abbiamo che:
{\displaystyle {n \choose k}y^{k}=a_{n-k},}
ossia
{\displaystyle (x+y)^{n}=\sum _{k=0}^{n}a_{n-k}x^{n-k}=\sum _{k=0}^{n}{n \choose k}x^{n-k}y^{k}.}

### Coefficiente del termine di primo grado
Tramite queste formule si arriva a un risultato molto importante usato anche da Eulero nella sua soluzione del problema di Basilea, riguardante il coefficiente di primo grado. Infatti esso, per le formule di Viète, sarà uguale alla somma di tutti i termini formati dal prodotto di {\displaystyle n-1} radici cambiate di segno, moltiplicata per il coefficiente di {\displaystyle n}-esimo grado; ossia:
{\displaystyle (-1)^{n-1}{\frac {a_{1}}{a_{n}}}=x_{2}x_{3}\dots x_{n}+x_{1}x_{3}\dots x_{n}+x_{1}x_{2}x_{4}\dots x_{n}+\dots +x_{1}x_{2}x_{3}\dots x_{n-1}.}
Se il termine costante è diverso da 0, si può dividere tutta l'espressione cambiata di segno per esso, che vale (sempre per le formule di Viète)
{\displaystyle (-1)^{n}{\frac {a_{0}}{a_{n}}}=x_{1}x_{2}x_{3}\dots x_{n}}
e si ottiene
{\displaystyle {\begin{aligned}{\frac {-a_{1}}{a_{0}}}&={\frac {-(x_{2}x_{3}\dots x_{n}+x_{1}x_{3}\dots x_{n}+x_{1}x_{2}x_{4}\dots x_{n}+\dots +x_{1}x_{2}x_{3}\dots x_{n-1})(-1)^{n}a_{n}}{(x_{1}x_{2}x_{3}\dots x_{n})(-1)^{n-1}a_{n}}}=\\&={\frac {x_{2}x_{3}\dots x_{n}+x_{1}x_{3}\dots x_{n}+x_{1}x_{2}x_{4}\dots x_{n}+\dots +x_{1}x_{2}x_{3}\dots x_{n-1}}{x_{1}x_{2}x_{3}\dots x_{n}}}={\frac {1}{x_{1}}}+{\frac {1}{x_{2}}}+{\frac {1}{x_{3}}}+\dots +{\frac {1}{x_{n}}}.\end{aligned}}}
L'opposto del rapporto tra coefficiente di primo grado e termine noto è uguale alla somma dei reciproci delle radici. Da ciò deriva che, se un polinomio ha il termine costante uguale a 1, la somma dei reciproci delle sue radici è uguale al coefficiente del termine lineare cambiato di segno.